# Heteroconts
Els heteroconts (Heterokonta, Heterokontophyta o Stramenopiles) són una de les línies principals de cromalveolats, amb prop de 10.500 espècies. Moltes són algues, des de les gegants multicel·lulars (les laminarials) a les diatomees unicel·lulars, que són components primaris del plàncton. Altres membres notables són els oomicots (generalment paràsits), que superficialment semblen fongs i que inclouen el gènere Phytophthora, responsable de la plaga que va assolir els cultius de patata a Irlanda en el segle xix produint una gran fam, i el gènere Pythium que ocasiona la putrefacció de les llavors.

## Cloroplasts
Les algues heterocontes tenen cloroplasts envoltats per quatre membranes, les dues primeres envoltant directament el cloroplast i les altres dues al reticle endoplasmàtic cloroplàstid, de les que l'última membrana és contínua amb el reticle endoplasmàtic i amb la membrana nuclear. Aquesta disposició de les membranes suggereix que els cloroplasts dels heteroconts es varen obtenir des d'un eucariont simbiòtic, probablement una alga vermella. Els cloroplasts contenen típicament clorofil·les "a" i "c" i generalment el pigment associat fucoxantina que els dona un color marró-groguenc o verd-terròs.
La majoria dels heteroconts basals no estan acolorits, suggerint que aquests es varen separar abans de l'aparició dels cloroplasts en el grup. Tanmateix, també es troba en els haptòfits cloroplasts que contenen fucoxantina i hi ha certa evidència de què ambdós grups comparteixen un origen comú, i possiblement també els criptòfits. En aquest cas, l'heterocontòfit ancestral era una alga i tots els grups no acolorits varen patir la pèrdua dels cloroplastos.

## Cèl·lules mòbils
Molts heteroconts són unicel·lulars flagel·lats i la majoria de la resta produïxen cèl·lules flagel·lades en algun punt del seu cicle vital, per exemple com a gàmetes o zoospores. El terme heterocont es refereix a la forma característica d'aquestes cèl·lules, que tenen típicament dos flagels desiguals. El flagel anterior està cobert amb pèls laterals o mastigonemes, mentre que l'altre flagel és llis i generalment més curt o reduït de vegades al cos basal. Els flagels s'insereixen subapicalment o lateralment i es basen generalment en quatre arrels microtubulars amb un patró distintiu.
Les mastigonemes estan compostes de glicoproteïnes i s'elaboren en el reticle endoplasmàtic de la cèl·lula abans de ser transportades a la superfície. Quan el flagel anterior es mou, aquestes creen un corrent contrari que tira de la cèl·lula a través de l'aigua o el porten a l'aliment. Les mastigonemes tenen una estructura tripartida peculiar, que es pot prendre com la característica que defineix al grup, de tal manera que inclou algunes espècies unicel·lulars que no produïxen cèl·lules amb la forma típica heteroconta. Aquestes s'han perdut en algunes línies, sent la de les diatomees la més notable.